# Qt (Bibliothek)
Qt ([kjuːt] wie englisch cute) ist ein Anwendungsframework und GUI-Toolkit zur plattformübergreifenden Entwicklung von Programmen und grafischen Benutzeroberflächen. Darüber hinaus bietet Qt umfangreiche Funktionen zur Internationalisierung sowie Datenbankfunktionen und XML-Unterstützung an und ist für eine große Zahl an Betriebssystemen bzw. Grafikplattformen wie X11 (Unix-Derivate), macOS, Windows, iOS und Android erhältlich. Qt wird insbesondere vom KDE-Projekt in den Bibliotheken der KDE Plasma Workspaces und der KDE Frameworks verwendet, die gleichzeitig die prominentesten Vorzeigebeispiele darstellen.
Qt ist quelloffen und mehrfachlizenziert: für Open-Source-Programmierung unter der GNU General Public License (GPL) und ab Version 4.5 zusätzlich unter der GNU Lesser General Public License (LGPL); für die Nutzung in nicht quelloffenem Code sind kommerzielle Lizenzen erhältlich.
Qt ist in C++ entwickelt und verwendet einen Präprozessor, genannt moc (meta object compiler), womit C++ um zusätzliche Elemente erweitert wird, beispielsweise Signale und Slots sowie Introspektion. Der so erzeugte Quelltext folgt dem C++-Standard, so dass er mit handelsüblichen Compilern übersetzt werden kann. Es gibt auch Anbindungen für andere Programmiersprachen, die größtenteils von der Community bzw. von Drittanbietern zur Verfügung gestellt werden, unter anderem für Python (PyQt, PySide), Ruby (QtRuby), C# (Qyoto-Projekt, QtSharp), Java (Qt Jambi), PHP (PHP-Qt), D (QtD), Haskell (Qtah), Perl (PerlQt), Pascal (Qt4Pas) und Ada (QtAda).

## Geschichte

### Anfänge und Namensentwicklung
1991 begannen die norwegischen Programmierer Haavard Nord und Eirik Chambe-Eng mit der Entwicklung von Qt. Drei Jahre später gründeten sie das Unternehmen Quasar Technologies, das später in Trolltech umbenannt wurde.
Der Name Qt stammt daher, dass das Q nach Haavard Nords Geschmack besonders schön in seinem Emacs anzusehen war und das t an Xt (das X-Toolkit) erinnerte. Ausgesprochen wird Qt offiziell wie das englische Wort cute. Dieses Wort soll die Ansicht der Entwickler ausdrücken, dass der Quelltext und die API von Qt eben cute seien, was auf Deutsch unter anderem so viel wie süß, hübsch usw., aber auch pfiffig heißt.
| Datum              | Version |
| ------------------ | ------- |
| 10. Juli 1998      | 1.40    |
| 2. Oktober 1998    | 1.41    |
| 19. Dezember 1998  | 1.42    |
| 13. März 1999      | 1.44    |
| 26. Juni 1999      | 2.0     |
| 13. April 2000     | 2.1     |
| 7. Dezember 2000   | 2.2     |
| 8. März 2001       | 2.3     |
| 16. Oktober 2001   | 3       |
| 14. November 2001  | 3.1     |
| 24. Juli 2003      | 3.2     |
| 5. Februar 2004    | 3.3     |
| 29. Juni 2005      | 4       |
| 20. Dezember 2005  | 4.1     |
| 4. Oktober 2006    | 4.2     |
| 30. Mai 2007       | 4.3     |
| 6. Mai 2008        | 4.4     |
| 3. März 2009       | 4.5     |
| 1. Dezember 2009   | 4.6     |
| 21. September 2010 | 4.7     |
| 15. Dezember 2011  | 4.8     |
| 28. März 2012      | 4.8.1   |
| 22. Mai 2012       | 4.8.2   |
| 13. September 2012 | 4.8.3   |
| 29. November 2012  | 4.8.4   |
| 2. Juli 2013       | 4.8.5   |
| 24. April 2014     | 4.8.6   |
| 25. Mai 2015       | 4.8.7   |
| 19. Dezember 2012  | 5.0.0   |
| 19. März 2013      | 5.0.1   |
| 3. Juli 2013       | 5.1.0   |
| 12. Dezember 2013  | 5.2.0   |
| 12. März 2014      | 5.2.1   |
| 20. Mai 2014       | 5.3.0   |
| 25. Juni 2014      | 5.3.1   |
| 16. September 2014 | 5.3.2   |
| 10. Dezember 2014  | 5.4     |
| 24. Februar 2015   | 5.4.1   |
| 12. Juni 2015      | 5.4.2   |
| 1. Juli 2015       | 5.5     |
| 15. Oktober 2015   | 5.5.1   |
| 15. März 2016      | 5.6.0   |
| 8. Juni 2016       | 5.6.1   |
| 8. August 2016     | 5.6.2   |
| 8. Oktober 2016    | 5.6.3   |
| 16. Juni 2016      | 5.7.0   |
| 13. Dezember 2016  | 5.7.1   |
| 23. Januar 2017    | 5.8.0   |
| 31. Mai 2017       | 5.9.0   |
| 30. Juni 2017      | 5.9.1   |
| 6. Oktober 2017    | 5.9.2   |
| 22. November 2017  | 5.9.3   |
| 23. Januar 2018    | 5.9.4   |
| 12. April 2018     | 5.9.5   |
| 11. Juni 2018      | 5.9.6   |
| 23. Oktober 2018   | 5.9.7   |
| 18. April 2019     | 5.9.8   |
| 17. Dezember 2019  | 5.9.9   |
| 7. Dezember 2017   | 5.10.0  |
| 13. Februar 2018   | 5.10.1  |
| 22. Mai 2018       | 5.11.0  |
| 19. Juni 2018      | 5.11.1  |
| 20. September 2018 | 5.11.2  |
| 4. Dezember 2018   | 5.11.3  |
| 6. Dezember 2018   | 5.12.0  |
| 1. Februar 2019    | 5.12.1  |
| 15. März 2019      | 5.12.2  |
| 17. April 2019     | 5.12.3  |
| 17. Juni 2019      | 5.12.4  |
| 11. September 2019 | 5.12.5  |
| 13. November 2019  | 5.12.6  |
| 31. Januar 2020    | 5.12.7  |
| 8. April 2020      | 5.12.8  |
| 17. Juni 2020      | 5.12.9  |
| 25. Mai 2021       | 5.12.11 |
| 26. November 2021  | 5.12.12 |
| 19. Juni 2019      | 5.13.0  |
| 5. September 2019  | 5.13.1  |
| 31. Oktober 2019   | 5.13.2  |
| 19. Dezember 2019  | 5.14.0  |
| 27. Januar 2020    | 5.14.1  |
| 1. April 2020      | 5.14.2  |
| 26. Mai 2020       | 5.15.0  |
| 10. September 2020 | 5.15.1  |
| 20. September 2020 | 5.15.2  |
| 8. Dezember 2020   | 6.0     |
| 3. Februar 2021    | 6.0.1   |
| 3. März 2021       | 6.0.2   |
| 31. März 2021      | 6.0.3   |
| 4. Mai 2021        | 6.0.4   |
| 6. Mai 2021        | 6.1     |
| 7. Juni 2021       | 6.1.1   |
| 1. Juli 2021       | 6.1.2   |
| 1. September 2021  | 6.1.3   |
| 30. September      | 6.2     |
| 27. Oktober 2021   | 6.2.1   |
| 1. Dezember 2021   | 6.2.2   |
| 31. Januar 2022    | 6.2.3   |
| 21. März 2022      | 6.2.4   |
| 12. April 2022     | 6.3     |
| 14. Juni 2022      | 6.3.1   |
| 12. September      | 6.3.2   |
| 29. September 2022 | 6.4     |
| 15. November 2022  | 6.4.1   |

### Übernahmen durch Nokia und Digia
Anfang 2008 wurde Trolltech von Nokia für 150 Mio. US-Dollar aufgekauft und die Entwicklung in der Sparte Qt Development Frameworks fortgeführt. Im Jahr 2011 hat Nokia das Projekt unter dem Namen Qt-Project als freie Software in die Hände der Open-Source-Community gegeben und das Geschäft mit der kommerziellen Lizenzierung und die Serviceverträge für eine unbekannte Summe an Digia verkauft. Im August 2012 wurden auch die restlichen Teile, wie das Servergeschäft und die Entwicklungsabteilung, für 4 Mio. € an Digia abgegeben. Im August 2014 lagerte Digia die Entwicklung von Qt in ein Tochterunternehmen namens The Qt Company aus. In dem Zug wurde die zwischenzeitlich getrennt stattfindende Entwicklung der Open Source Edition und der kommerziellen Editionen wieder vereint.

### Lizenzierung
Kontroverse Auseinandersetzungen entstanden um das Jahr 1998, als sich abzeichnete, dass KDE sich als Standard-Desktop unter Linux durchsetzen würde. Da KDE zum großen Teil auf Qt basiert, machte sich ein großer Teil der Open-Source- und Freie-Software-Gemeinde Sorgen, dass ein so wichtiger Teil des Systems unter kommerzieller Kontrolle stand. Das führte zu zwei Entwicklungen: Erstens wurde das Harmony-Toolkit entwickelt, das die Funktionen von Qt exakt kopieren, jedoch unter einer Freie-Software-Lizenz stehen sollte. Zweitens begann die Arbeit an der Desktop-Umgebung Gnome, die ähnliche Funktionen wie KDE bieten sollte, allerdings das freie, in C geschriebene Toolkit GTK verwendet.
Bis Version 1.45 verwendete Trolltech die FreeQt-License für Qt. Diese war weder eine Open-Source- noch eine freie Lizenz. Es war zwar erlaubt, den Quellcode einzusehen, modifizierte Versionen durften allerdings nicht veröffentlicht werden. Mit dem Erscheinen von Version 2.0 wechselte Trolltech zur Q Public License (QPL), einer Open-Source-Lizenz, die aber von der Free Software Foundation als inkompatibel zur GPL eingestuft wurde. Darauf (im Jahr 1998) wurde die KDE Free Qt Foundation ins Leben gerufen, um zu verhindern, dass Qt im Falle einer Insolvenz oder Übernahme von Trolltech unter eine restriktivere Lizenz als die QPL fiele. Sie besteht aus jeweils zwei Vertretern von Trolltech und dem KDE e. V., wobei letztere im Zweifelsfall bei Abstimmungen die Mehrheit haben. Falls Trolltech länger als zwölf Monate keine Aktualisierungen (Updates) unter einer Open-Source-Lizenz liefern sollte, ist die „KDE Free Qt Foundation“ berechtigt, die letzte freie Qt-Version unter der BSD-Lizenz freizugeben.
Als der Druck auf Trolltech größer wurde und das Debian-Projekt sich wegen Lizenzproblemen weigerte, KDE zu vertreiben, änderte Trolltech im Jahr 2000 die Lizenz für die Linux-Variante des Toolkits. Ab Version 2.2 gab es fortan die Linux-Variante unter zwei Lizenzen: der GPL und der QPL (siehe Duales Lizenzsystem).
Die Windows-Variante war jedoch nach wie vor ausschließlich unter einer kommerziellen Lizenz verfügbar. Auch die gegen Ende des Jahres 2001 veröffentlichte Mac-OS-X-Variante war nur unter einer kommerziellen Lizenz erhältlich, bis im Juni 2003 Trolltech die Version 3.2 der Mac-OS-X-Variante auch unter die GPL stellte. Im Februar 2005 kündigte Trolltech schließlich an, Qt ab der Version 4.0 auch für die Windows-Plattform unter die GPL stellen zu wollen. Das bestätigte sich, als im Juni 2005 Trolltech ein einheitliches duales Lizenzsystem für alle unterstützten Plattformen veröffentlichte. Heute gibt es für jede Plattform proprietäre und Open-Source-Edition (GPL-Edition).
Ab der Version 4.3.1 vom 9. August 2007 räumt Trolltech Ausnahmen bei der durch die GPL lizenzierten Open-Source-Version ein, die es ermöglicht, Programme, die Qt benutzen, unter einer nicht-GPL-kompatiblen Lizenz zu veröffentlichen. Die akzeptierten Lizenzen sind namentlich in einer separaten Liste aufgeführt. Weiterhin muss der Quellcode des Programms des Unternehmens Trolltech im selben Ausmaß zugänglich gemacht werden, wie er auch anderen Benutzern zur Verfügung steht, und die Rechte des Autors, Diskussionen über das Programm zu führen und den Quellcode für jeden zugänglich zu machen, dürfen nicht durch Rechtsmittel (wie beispielsweise zusätzliche Verträge) beschnitten werden.
Seit Anfang 2008 werden die Versionen von Qt auch unter der dritten Version der GPL veröffentlicht.
Im März 2009 wurde Qt in Version 4.5 erstmals unter der LGPL veröffentlicht. Durch die LGPL ist es möglich, auch ohne eine kostenpflichtige Lizenz proprietäre Software mit Qt zu entwickeln, ohne den Quellcode veröffentlichen zu müssen. Lediglich bei Änderungen am Quellcode von Qt selbst müssen diese Änderungen als Quellcode veröffentlicht werden. Darüber hinaus sind die lizenzbedingten Einschränkungen zu beachten. So darf beispielsweise nur unter strengen Bedingungen statisch gelinkt werden. Auch muss das Framework in unveränderter Form verwendet werden.
Seit September 2014 wurde eine kostengünstige Edition von Qt namens Indie Mobile angeboten, die es erlaubte, mit Qt erstellte mobile Anwendungen in Verkaufsportalen wie Google Play und Apples App Store zu vertreiben, was aufgrund technischer Einschränkungen und den Nutzungsbedingungen der Verkaufsportale häufig nicht unter den Bedingungen der LGPL möglich ist. Der Quellcode durfte im Gegensatz zu den teureren kommerziellen Editionen aber nur in unveränderter Form verwendet werden. Mit dem Erscheinen von Qt 5.5 im Juli 2015 wurde die Indie Mobile Edition jedoch eingestellt.

### Änderungshistorie

#### Qt 4
Mit Qt 4.0 vom 28. Juni 2005 hat Trolltech fünf neue Techniken eingeführt:
- Tulip – Ein Satz neuer Container-Klassen
- Interview – Eine MVC-Architektur für elementbasierte Ansichten
- Arthur – Ein neues 2D-Zeichenframework
- Scribe – Unicode-Textausgabe mit öffentlicher API zur Unterstützung von einfachen Textlayouts
- MainWindow – Eine modernere Hauptfenster-Architektur, die Symbolleisten, Menüs und andockbare Fenster ermöglicht

Qt 4.1 wurde am 19. Dezember 2005 veröffentlicht und brachte SVG-Tiny-Unterstützung, ein PDF-Backend zum Qt-Drucksystem, und weitere Erweiterungen und Verbesserungen.
Qt 4.2 erschien am 4. Oktober 2006 und brachte native CSS-Unterstützung zum Gestalten von Widgets. Auch wurden die QCanvas-Klassen von Qt 3.x zur Darstellung von zweidimensionalen Grafikobjekten durch ein Framework namens QGraphicsView zum Rendern von Grafikobjekten auf dem Bildschirm ersetzt.
Seit dem 30. Mai 2007 steht Version 4.3 zur Verfügung. Sie brachte erweiterte Windows-Vista-Unterstützung, eine verbesserte OpenGL-Engine, sowie die Möglichkeit, SVG-Dateien zu erzeugen. Außerdem wurden eine ECMAScript-Engine namens QtScript und die Unterstützung von SSL-Verbindungen hinzugefügt.
Qt 4.4 wurde am 6. Mai 2008 veröffentlicht. Sie enthält erstmals Unterstützung für Windows CE, verwendet WebKit als HTML-Rendering-Engine und eine verbesserte API zur Programmierung von Anwendungen mit mehreren Threads.
Seit dem 3. März 2009 gibt es mit Qt 4.5 die neue Entwicklungsumgebung Qt Creator, womit Anwendungen für Linux, Mac OS X und Windows ohne zusätzliche Entwicklungswerkzeuge erzeugt werden können.
Am 1. Dezember 2009 wurde Qt in der Version 4.6 veröffentlicht, welche nun auch Multi-Touch und die Plattformen Symbian OS und MeeGo unterstützt.
Seit dem 21. September 2010 ist die Version 4.7 verfügbar. Mit dieser Version hält die deklarative Qt Meta Language oder Qt Modeling Language (QML) Einzug in die Bibliothek.
Am 15. Dezember 2011 wurde Qt in der Version 4.8 veröffentlicht. Die neue Version bietet die Qt Platform Abstraction, Thread-Unterstützung für OpenGL und Multithread-Unterstützung für HTTP sowie einen optimierten Dateisystemzugriff. Diese Version hat Long Term Support (LTS) und wurde hier erst von Version 5.6 LTS in diesem abgelöst.

#### Qt 5
Qt 5.0 wurde am 19. Dezember 2012 veröffentlicht. Die neue Hauptversion bringt u. a. einen OpenGL-basierten Szenengraphen, der das Zeichnen von Oberflächen, die in Qts eigener Programmiersprache QML – auch Qt Meta Language oder Qt Modeling Language genannt – geschrieben sind, beschleunigen soll. Zudem wurde QtQuick um neue Möglichkeiten für grafische Effekte auf Basis von OpenGL sowie ein Canvas-basiertes System zum imperativen Zeichnen in QtQuick erweitert. Für Linux bietet Qt 5 neben dem X Window System auch Unterstützung für das neuere Wayland. Weiterhin bietet die neue Version Funktionen zum Umgang mit JSON und bessere Unterstützung für IPv6. Die in Qt integrierte Browser-Engine QtWebkit soll nun volle Unterstützung für HTML5 haben. Die wohl wichtigste Änderung ist jedoch die weitere Modularisierung der Bibliothek, die einfachere Handhabung des Codes ermöglichen und einen geringeren Speicherverbrauch für Anwendungen bringen soll, die nur spezielle Teile der Bibliothek verwenden. Vor allem die weitere Modularisierung hat zur Folge, dass Qt 5.0 nicht ABI- und nicht API-kompatibel zu Qt 4.8 ist. Es wurde jedoch versucht, eine möglichst weitreichende API-Kompatibilität zu erreichen, der Sprung von Qt 4 auf Qt 5 stellt also keinen so starken Bruch dar wie der Versionssprung 3 auf 4.
Qt 5.1 wurde am 3. Juli 2013 präsentiert. Gegenüber der alten Version sind 3000 Verbesserungen eingeflossen, außerdem gibt es eine vorläufige iOS- und Android-Unterstützung. Deren vollständige Unterstützung wurde in Qt 5.2 fertiggestellt. Qt 5.3 erhielt eine experimentelle Unterstützung für WinRT.
In Version 5.4 wurde das Modul Qt WebEngine basierend auf Chromium zur Darstellung von Webseiten hinzugefügt, welches das dazu bisher vorhandene Modul Qt Webkit auf Basis der WebKit-Engine ablösen soll. Bis mindestens Qt 6.0 sollen jedoch noch beide Engines parallel unterstützt werden. Darüber hinaus wird WinRT seit dieser Version vollständig unterstützt.
In Version 5.5 wurde die Aufteilung der Editionen überarbeitet.
In Version 5.6 steht 3 Jahre Long Term Support (LTS) zur Verfügung und löst damit Qt 4.8 LTS ab. High-dpi in User Interfaces und Unterstützung für Windows 10 und OSX 10.11 sowie OpenGL ES 3 sind hier Schwerpunkt der Verbesserungen. Der Support für 5.6 LTS endete im März 2019.
Die am 16. Juni 2016 veröffentlichte Version 5.7 baute vollständig auf C++11 auf. Zudem wurde die Multithreading-3D-Engine Qt 3D, die davor nur als technische Preview vorhanden war, hinzugefügt.
Version 5.8, die am 23. Januar 2017 präsentiert wurde, enthielt als wichtigste Änderung eine neue Grafikarchitektur, die das Qt-Quick-Modul von der Grafikbibliothek OpenGL entkoppelte. Außerdem wurde das Qt-Lite-Projekt eingeführt. Dabei handelt es sich um ein Projekt, das sich primär auf die Entwicklung für Endgeräte mit geringem Speicher konzentriert.
In Version 5.9, die am 31. Mai 2017 veröffentlicht wurde, wurde das Qt-Gamepad-Modul eingeführt, das einen direkten Zugriff auf Spielsteuergeräte ermöglichen soll und bisher nur als Preview vorlag. Diese Version erhielt 3 Jahre Long Term Support (LTS), welcher am 31. Mai 2020 endete.
Mit Qt 5.10 wurde erstmals die Vulkan-API unterstützt. Außerdem wurden eine neue Sprach- und Handschrifterkennungen im Qt Virtual Keyboard, Unterstützung für OAuth 1 und OAuth 2 und Text-zu-Sprach-Funktionalität hinzugefügt.
Version 5.11 wurde am 22. Mai 2018 veröffentlicht. Darin wurde die Compiler-Pipeline für die Qt QML Engine, die den Code der Qt Meta-object Language (QML) liest und kompiliert, komplett neu geschrieben. Diese Änderung würde laut den Entwicklern einen großen Geschwindigkeitsvorteil mit sich bringen. Außerdem wurde im Zuge des Releases auch Qt for Python 5.11 veröffentlicht. Dabei handelt es sich um eine Überarbeitung von PySide 2 seitens der Qt Company.
Version 5.12 wurde am 6. Dezember 2018 veröffentlicht. Es handelt sich dabei um eine Long Term Support (LTS) Version, die drei Jahre lang unterstützt wird.

#### Qt 6
Qt 6 ist im Dezember 2020 erschienen.
Version 6.1 folgte am 6. Mai 2021.
Version 6.2 gab es am 30. September 2021 in einer neuen LTS-Version.
Version 6.6.1 wurde am 27. November 2023 veröffentlicht.
Version 6.7 wurde am 4. April 2024 veröffentlicht.

## Unterstützte Plattformen
Es gibt derzeit folgende Varianten des Qt Frameworks:
- Qt for Linux/X11 – Qt für das X Window System, das unter Unix und Unix-Derivaten wie Linux, AIX, HP-UX und Solaris läuft.
- Qt for Linux/Wayland – Qt für den Display-Server Wayland unter Linux.[4]
- Qt for Windows – Qt für Windows (XP und neuere). Es stehen 32 und 64 bit Versionen für den Microsoft Visual Studio C++ Compiler bereit. Die MinGW-Variante steht nach wie vor nur als 32 bit Version bereit.
- Qt for Windows RT – Seit Qt 5.3 wird ebenso Windows RT, einschließlich Windows Phone, unterstützt.
- Qt for OS X/Cocoa – Qt für Apples macOS-Desktop-Betriebssystem und das Cocoa-Framework. Vollständig unterstützt wird OS X ab Version 10.7. OS X 10.6 wird mit Einschränkungen unterstützt.
- Qt for embedded Linux (ehemals Qtopia Core, ehemals Qt/Embedded) – Mit Qt/Embedded stellte Trolltech eine Variante vor, die den Linux-Framebuffer statt des X-Window-Systems benutzt. Diese wird vor allem in eingebetteten Geräten auf Linux-Basis eingesetzt, zum Beispiel auf PDAs, Smartphones und Embedded Linux.
- Qt for Windows CE – Qt für Windows CE und Windows Mobile
- Qt for iOS – Qt für Apples mobiles Betriebssystem iOS (seit Qt 5.2)
- Qt for Android – Qt für Android (seit Qt 5.2)
- Qt for Sailfish OS – Qt für Jollas mobiles Betriebssystem Sailfish OS
- Qt for QNX / BlackBerry 10 – Qt für das Echtzeitbetriebssystem QNX sowie für Blackberry 10, welches auf QNX basiert.
- In der kommerziellen Enterprise-Edition werden zusätzlich die Echtzeitbetriebssysteme VxWorks und Integrity unterstützt.[124]

Mit neueren Versionen von Qt wurde der Support für manche Plattformen eingestellt. Dazu gehören:
- Qt for the Symbian platform – Mit Qt 5 wurde die Unterstützung von Nokias Symbian-Smartphone-Betriebssystem eingestellt.[6]
- Qt for OS X/Carbon – Das Carbon-Framework von OS X wird seit Qt 5 nicht mehr unterstützt.
- Qt for Maemo – Qt für Nokias Maemo-Smartphone-Betriebssystem (seit Qt 5 nur noch inoffiziell)[125]
- Neben dem Qt Toolkit existierte noch Qt Extended (ehemals Qtopia), eine PDA- und Smartphone-Plattform basierend auf Qt/Embedded. Bekannt wurde sie vor allem durch den Zaurus-PDA von Sharp. Die Entwicklung wurde jedoch am 3. März 2009 eingestellt, um nicht neben Qt eine parallele Entwicklung zu betreiben.[126]

### Externe Portierungen
Nachdem Nokia den Qt-Quellcode veröffentlicht hat, sind noch verschiedene Portierungen für folgende Plattformen entstanden, die teilweise noch sehr experimentell sind: OpenSolaris, Haiku, OS/2 eCS platform, AmigaOS 4, HP webOS (Palm Pre), Amazon Kindle DX.

## Editionen
Derzeit gibt es die Editionen Qt Open Source, Qt for Application Development und Qt for Device Creation. Die Qt Open Source Edition kann kostenlos unter den Bedingungen der GPL- oder LGPL auch für kommerzielle Zwecke genutzt werden. Für die Nutzung der restlichen Editionen fallen monatliche Gebühren an, dafür werden Käufer dieser Editionen weitere Freiheiten eingeräumt. So können Änderungen an Qt vorgenommen werden, ohne dass diese veröffentlicht werden müssen. Darüber hinaus enthalten die kommerziellen Editionen offizielle Produktunterstützung seitens des Herstellers von Qt.
Bis einschließlich Version 4.4 wurde zwischen den Versionen Qt Console (für die Entwicklung von Programmen ohne GUI), Qt Desktop Light (es fehlen Netzwerk-, Datenbank- und OpenGL-Unterstützung sowie das Graphics View), Qt Desktop (die vollständige Bibliothek) und der Open Source Edition (die vollständige Bibliothek zur Entwicklung von Open-Source-Anwendungen) unterschieden. Diese Unterteilung existiert heute nicht mehr.

### Von anderen Anbietern
Da es sich bei Qt um Freie Software handelt, gibt es auch Editionen anderer Anbieter:
- Qt/Windows Free Edition – Das KDE/Cygwin-Projekt arbeitete an einer nativen Windows-Version von Qt 3, im Blick auf KDE, die vom freien Quellcode der Qt/X11-Variante portiert worden ist und somit auch vollständig GPL-lizenziert ist. Das Projekt wurde gestartet, um auch freie Software für Windows programmieren zu können. Mit dem Erscheinen von Qt 4 hat dieses Bestreben an Aufmerksamkeit verloren und wird nur noch mit kleineren Patches vom qtwin-Projekt weiter gepflegt. In Zukunft will sich das Projekt weiter um Patches zur Qt Open Source Edition von Qt Development Frameworks bemühen, so dass diese dann auch andere Compiler (Microsoft, Borland und Embarcadero Technologies) unterstützt.
- Das Trinity-Projekt, das eine Abspaltung von KDE 3 entwickelt, pflegt eine Abspaltung von Qt 3 und sieht sich seit November 2011 als zentrale Anlaufstelle für die Qt-3-Entwicklung, nachdem Nokia die Entwicklung eingestellt hatte.[134] Von Seiten Nokias verweist Knut Yrvin, Community Manager bei Trolltech/Nokia[135] auf Trinity.[136]

## Design

Das Qt-Build-System im Detail in UML-ähnlicher Darstellung

### Bibliotheksaufbau
Ab Version 4 ist die gesamte Bibliothek in Module gegliedert, wodurch kleinere und schnellere Programme möglich sind, da nur die verwendeten Module eingebunden werden müssen. In Version 5 wurde die Modularisierung weiter vorangetrieben, zudem wird nun zwischen Qt Essentials (Basiskomponenten) und Qt Add-Ons (zusätzliche Module für spezielle Einsatzzwecke) unterschieden.
In Qt Essentials sind die folgenden Module enthalten:
- Qt Core – Kern-Klassen, die von allen anderen Modulen genutzt werden
- Qt Gui – Basisklassen zur Gestaltung von grafischen Benutzeroberflächen (GUIs), beinhaltet die Unterstützung von OpenGL
- Qt Widgets – Komponenten zum Erstellen von GUIs in der Programmiersprache C++
- Qt QML – Klassen zur Verarbeitung der Skriptsprachen QML und JavaScript
- Qt Quick – Komponenten zum Erstellen von GUIs durch QML
- Qt Network – Klassen zur Netzwerk-Programmierung
- Qt Multimedia – Low-Level-Zugriff auf Multimediageräte und -dateien
- Qt Multimedia Widgets – Zugriff auf Multimediageräte und -dateien durch Widgets
- Qt Sql – Klasse zur Datenbankintegration mit SQL
- Qt Test – Werkzeuge zum Testen der eigenen Anwendungen
- Qt WebKit – Klassen zur Darstellung von Webseiten, basierend auf der WebKit-Engine

Zu den Qt Add-Ons gehören unter anderem Module für zusätzliche Bildformate (Qt SVG / Qt Image Formats), Module zum Zugriff auf Hardware in Smartphones und Tablets (Qt Bluetooth / Qt NFC / Qt Sensors), sowie das in Version 5.4 vorgestellte Modul Qt WebEngine zur Darstellung von Webseiten basierend auf der Chromium-Engine.
In den kommerziellen Editionen sind – je nach Edition – zusätzliche Module enthalten, zum Beispiel zur Visualisierung von Daten (Qt Charts / Qt Data Visualisation).

### Programmierbeispiel
Das folgende Beispiel erzeugt ein Fenster mit einem Titel, der aufgrund der geringen Fenstergröße allerdings versteckt ist, einem Beschriftungsfeld (Label) und einer Schaltfläche (Button). Die Funktionen werden mittels „signals“ und „slots“ verbunden, so dass das Programm bei einem Klick auf den Button beendet wird. Die beiden Widgets werden anschließend im Hintergrund gezeichnet und das Fenster schließlich angezeigt. Das Beispielprogramm wird mit dem Aufruf von qmake -project && qmake && make innerhalb des Ordners kompiliert, in dem sich die Datei befindet.
```
#include
 
<QtGui>

int
 
main
(
int
 
argc
,
 
char
 
**
argv
)
 
{

	
// Eine QApplication stellt immer die Basis dar

	
QApplication
 
app
(
argc
,
 
argv
);

	
// Ein Fenster mit einem Titel erzeugen

	
QWidget
 
window
;

	
window
.
setWindowTitle
(
"Qt4-Example"
);

	
// Ein Label mit einem Text erzeugen

	
QLabel
 
*
label
 
=
 
new
 
QLabel
(
"Hello World!"
);

	
label
->
setAlignment
(
Qt
::
AlignCenter
);

	
// Eine Schaltfläche mit Tastenkürzel Alt-E erzeugen, welche die Anwendung beendet

	
QPushButton
 
*
button
 
=
 
new
 
QPushButton
(
"&Exit"
);

	
QObject
::
connect
(
button
,
 
SIGNAL
(
clicked
()),
 
&
app
,
 
SLOT
(
quit
()));

	
// Sowohl das Label als auch die Schaltfläche vertikal ausrichten

	
QVBoxLayout
 
*
layout
 
=
 
new
 
QVBoxLayout
;

	
layout
->
addWidget
(
label
);

	
layout
->
addWidget
(
button
);

	
window
.
setLayout
(
layout
);

	
// Das Fenster anzeigen, die Anwendung starten und ihr Ergebnis (an das Betriebssystem) zurückliefern

	
window
.
show
();

	
return
 
app
.
exec
();

}

```

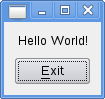
Das Ergebnis des Beispielprogramms

Benutzeroberflächen können mit Qt entweder explizit programmiert oder mit dem Qt-Designer gestaltet werden.

### Signal-Slot-Konzept
Eine Besonderheit ist die Verwendung von „signals“ und „slots“, die auf einfache Art und Weise die Kommunikation zwischen einzelnen Objekten ermöglichen.
Ein Objekt sendet (emittiert) ein Signal, was zum Aufruf einer Methode eines anderen Objekts führt, wenn diese als Empfänger (Slot) registriert ist. Das Konzept kann als Anwendung des Beobachter-Entwurfsmusters angesehen werden.
Anders als bei der Verwendung von Funktionszeigern bzw. Rückruffunktionen ermöglicht das Konzept von Qt die lose Kopplung zwischen Modulen, d. h. Aufrufer und aufgerufenes Objekt müssen sich nicht zwangsläufig kennen. Dadurch können die beteiligen Objekte vollständig unabhängig voneinander gehalten werden. Ein weiterer Vorteil ist die Gewährleistung von Typsicherheit und Threadsicherheit. Bezüglich der Ausführungsgeschwindigkeit ist der Aufruf einer Methode durch Signale und Slots jedoch geringfügig langsamer als beim Aufruf mittels Rückruffunktion.
Vor Qt 5 wurde die Typsicherheit von Aufrufparametern lediglich zur Laufzeit überprüft. Mit der Vorstellung von Qt 5 wurde eine alternative Methode vorgestellt, die dies nun bereits zur Kompilierzeit vermag. Die aus dem C++11-Standard bekannten Lambda-Ausdrücke können nun auch als Slots verwendet werden.
```
// Die alte connect Methode

QObject
::
connect
(
button
,
 
SIGNAL
(
clicked
()),
 
this
,
 
SLOT
(
pushButtonClicked
());

// Die neue Variante

QObject
::
connect
(
button
,
 
&
QPushButton
::
clicked
,
 
this
,
 
&
ExampleObject
::
pushButtonClicked
,
 
Qt
::
AutoConnection
);

// Verwendung einer Lambda-Funktion (C++11) als Slot

QObject
::
connect
(
sender
,
 
&
QObject
::
destroyed
,
 
[
=
](){
 
...
 
});

```

Beachtung verdient der letzte Aufrufparameter des Beispiels „neue Variante“. Durch die optionale Angabe des Verbindungstyps lässt sich die threadübergreifende Kommunikation beeinflussen.
| Verbindungstyp/Verhalten | Synchron                              | Asynchron                             |
| ------------------------ | ------------------------------------- | ------------------------------------- |
| AutoConnection (default) | Grünes Häkchensymbol für ja           | Grünes Häkchensymbol für ja           |
| DirectConnection         | Grünes Häkchensymbol für ja           | Rotes X oder Kreuzchensymbol für nein |
| QueuedConnection         | Rotes X oder Kreuzchensymbol für nein | Grünes Häkchensymbol für ja           |
| BlockingQueuedConnection | Rotes X oder Kreuzchensymbol für nein | Grünes Häkchensymbol für ja           |
| UniqueConnection         | Grünes Häkchensymbol für ja           | Grünes Häkchensymbol für ja           |

Standardmäßig wird AutoConnection verwendet. Befinden sich Sender und Empfänger im gleichen Thread, verhält sich diese Variante wie DirectConnection. Andernfalls wird QueuedConnection verwendet. Diese dynamische Entscheidung findet auch bei UniqueConnection statt, jedoch ist zu einem Signal lediglich ein Slot erlaubt. BlockingQueuedConnection wartet auf die vollständige Abarbeitung des Slots im anderen Thread und kann daher, wenn sich beide im gleichen Thread befinden, zur Deadlock-Situation führen.

### GUI-Simulation
Qt verwendete bis zur neuesten Version eine eigene Zeichenengine sowie Steuerelemente. Es simulierte das unterschiedliche Aussehen auf den verschiedenen Plattformen (GUI-Simulation). Das machte das Portieren einfacher, da nur sehr wenige Klassen in Qt von der verwendeten Plattform abhängig waren. Der Nachteil bestand allerdings darin, dass Qt das Aussehen jeder Plattform präzise nachahmen musste, was nicht immer möglich war. Seit Qt 4.0 gibt es allerdings die Möglichkeit (wie auch in vielen anderen Toolkits, z. B. wxWidgets oder SWT), die betriebssystemeigenen Routinen zum Zeichnen der Elemente zu verwenden. So gibt es nun die nativen QWindowsVistaStyle, QWindowsXPStyle und den QMacStyle. Diese „Styles“ funktionieren nur auf dem passenden Betriebssystem (und sind dort auch der Standard). Es gibt nach wie vor aber auch plattformunabhängige „Styles“, diese lassen sich einfach (z. B. per Kommandozeile) aktivieren. Ab Version 5.0 wurde ein einheitliches Fallbackstyle namens Fusion eingeführt.

## Werkzeuge

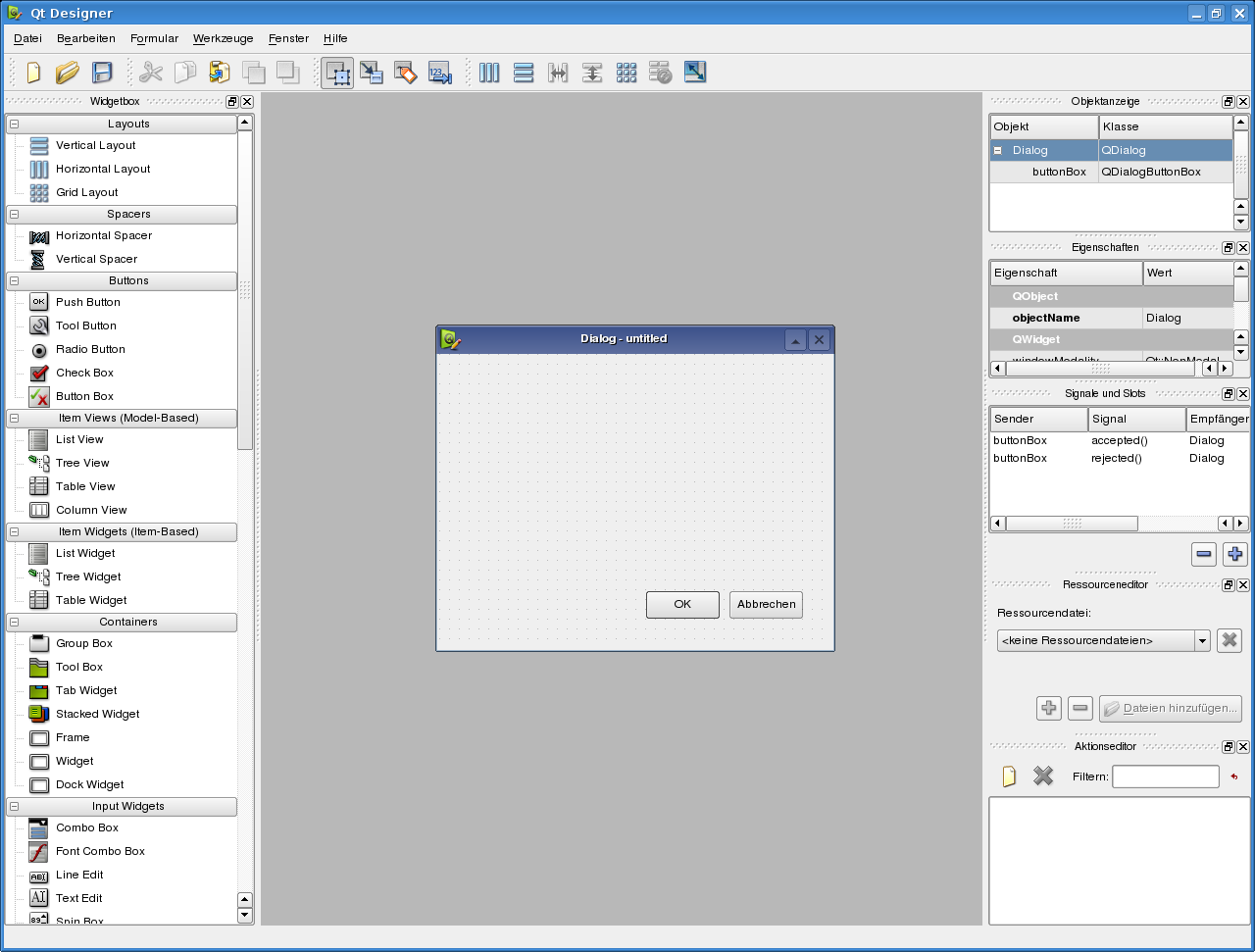
Der Qt-Designer in der Version 4.3.4

Zusätzlich zu den Bibliotheken enthält Qt noch eine Reihe weiterer zusätzlicher Hilfsprogramme, von denen einige unersetzlich für die Arbeit mit Qt sind.
- Folgende Programme werden vom Programmierer genutzt, um die Dateien eines Qt-Projekts unter einer komfortablen Benutzeroberfläche zu bearbeiten:
  - Qt Creator – integrierte Entwicklungsumgebung für Formulare, Quellcode und Projekt-Dateien
  - Qt-Designer – zum Erstellen von Formularen (*.ui (XML)) und Ressourcen-Dateien (*.qrc (XML))
  - Qt-Linguist – für Übersetzungen des Programms (*.ts (XML))
- Folgende Programme ermöglichen eine einfache Übersetzung. Zur Steuerung wird die Qt-Projekt-Datei verwendet:
  - lupdate – Extrahiert aus allen Quellcodedateien die zu übersetzenden Strings (→ *.ts (XML))
  - lrelease – *.ts (XML) → *.qm
  - lconvert – Konvertiert zwischen *.po, *.ts, *.xlf und *.qm-Dateien
- qmake – Erstellt mit der Qt-Projekt-Datei (*.pro) ein Makefile, welches den Erstellungsprozess steuert. Neben den üblichen Programmen wie Compiler und Linker werden auch folgende Programme verwendet:
  - moc – Meta-Object-Compiler, erstellt Meta-Informationen über Klassen des Programms (*.h → moc_*.cpp), siehe unten.
  - uic – Userinterface-Compiler, erstellt C++-Quellcode aus UI-Dateien (*.ui (XML) → ui_*.h)
  - rcc – Ressourcen-Compiler (*.qrc (XML) → qrc_*.cpp)

Für die Benutzung der Online-Dokumentation wird der Qt-Assistant verwendet, der auch in eigene Projekte eingebunden werden kann.

### Meta-Object-Compiler
Der Meta-Object-Compiler, auch bekannt als moc, ist ein Werkzeug, welches die Header-Dateien eines Projektes untersucht und Meta-Informationen über Klassen und sonstige Programmteile sammelt. Das geschieht mit Hilfe von „Markierungen“, welche später vom Standard-Präprozessor entfernt werden. Aus diesen Informationen erstellt er wiederum C++-Code, in dem Funktionen implementiert werden, die ohne weitere Bibliotheken in C++ nicht vorhanden sind, wie Introspektion und das Signal-Slot-Konzept. Weitere Makros werden in selbst geschriebenen Header-Dateien expandiert, um deren Funktionsdeklarationen bereitzustellen.
Der Gebrauch eines zusätzlichen Werkzeuges wurde von einem Teil der C++-Programmierer kritisiert. Sie behaupteten, dass Qt-Programmierung keine C++-Programmierung mehr sei. Tatsächlich basiert die Implementation auf C-Makros, die bekanntlich nicht typsicher sind und den Namensraum verunreinigen. Aus der Sicht von Trolltech ist das aber nötig, um das Signal-Slot-Konzept elegant zu implementieren. Als Qt 1.x veröffentlicht wurde, waren die Compilerunterschiede bezüglich generischer Programmierung noch zu groß, als dass man sich auf Vorlagenklassen (Templates) hätte verlassen können. Auch lässt sich die Verunreinigung des Namensraumes durch Verwendung des Makros QT_NO_KEYWORDS vermeiden.

## Andere Anbindungen
Die folgende Tabelle zeigt die Anbindungen für verschiedene Programmiersprachen:
| Programmier- sprache | Name / Beschreibung                                                                            | Qt4                    | Qt5                    | Qt6  | Lizenz für quelloffene Entwicklung | Lizenz für proprietäre Entwicklung |
| -------------------- | ---------------------------------------------------------------------------------------------- | ---------------------- | ---------------------- | ---- | ---------------------------------- | ---------------------------------- |
| Ada                  | QtAda Archivlink                                                                               | ja                     | nein                   |      | GPL                                | GMGPL                              |
| C++                  | Qt (natives C++)                                                                               | ja                     | ja                     | ja   | LGPL                               | LGPL oder proprietäre Lizenz       |
| C# & .Net-Framework  | Qyoto – Entwicklung eingestellt                                                                | ja                     | nein                   |      | LGPL                               | LGPL                               |
| C# & .Net-Framework  | QtSharp – Befindet sich derzeit in Entwicklung                                                 | unbekannt              | ja                     |      | Apache-Lizenz, Version 2.0         | Apache-Lizenz, Version 2.0         |
| C# & .Net-Framework  | qt4dotnet                                                                                      | ja                     | nein                   |      | LGPL                               | LGPL                               |
| D                    | QtD                                                                                            | ja                     | nein                   |      | Boost Software License + GPL       | Boost Software License + GPL       |
| Go                   | Go QML – Anbindung an QML                                                                      | nein                   | ja                     |      | LGPL                               | LGPL                               |
| Haskell              | HsQML – Anbindung an QML                                                                       | Ja (bis HsQML 0.2.0.3) | ja (ab HsQML 0.3)      |      | BSD-Lizenz                         | BSD-Lizenz                         |
| Java                 | Qt Jambi – Durch die Community unter Führung von Omix Visualization entwickelt.                | ja                     | ja                     | ja   | LGPL                               | LGPL                               |
| Lisp                 | CommonQt – Bindings für Common Lisp                                                            | ja                     | nein                   |      | BSD-Lizenz                         | BSD-Lizenz                         |
| Lua                  | lqt                                                                                            | ja                     | nein                   |      | MIT-Lizenz                         | MIT-Lizenz                         |
| Pascal               | Free Pascal Qt4 Binding                                                                        | ja                     | Ja (als Alpha-Version) |      | LGPL                               | LGPL                               |
| Perl                 | PerlQt4                                                                                        | ja                     | nein                   |      | GPL                                | nein                               |
| PHP                  | PHP-Qt                                                                                         | ja                     | nein                   |      | GPL                                | nein                               |
| Python               | PyQt                                                                                           | ja                     | ja                     | ja   | GPL                                | Proprietäre Lizenz                 |
| Python               | PySide – Wurde von Nokia selbst entwickelt, da PyQt nicht unter der LGPL veröffentlicht wurde. | ja                     | nein                   |      | LGPL                               | LGPL                               |
| Python               | PySide2 – Qt5-Portierung von PySide                                                            | nein                   | ja                     | ja   | LGPL                               | LGPL                               |
| Python               | PyOtherSide – Anbindung an QML                                                                 | nein                   | ja                     | nein | ISC-Lizenz                         | ISC-Lizenz                         |
| QML                  | QtQuick – Ist ab Version 4.7 ein Teil von Qt                                                   | ja                     | ja                     |      | LGPL                               | LGPL oder proprietäre Lizenz       |
| R                    | qtinterfaces                                                                                   | ja                     | nein                   |      | GPL                                | nein                               |
| Ring                 | RingQt                                                                                         | nein                   | ja                     |      | MIT-Lizenz                         | MIT-Lizenz                         |
| Ruby                 | QtRuby                                                                                         | ja                     | nein                   |      | LGPL                               | LGPL                               |
| Ruby                 | ruby-qml – Anbindung an QML / Qt Quick                                                         | nein                   | ja                     |      | MIT-Lizenz                         | MIT-Lizenz                         |
| Programmier- sprache | Name / Beschreibung                                                                            | Qt4                    | Qt5                    | Qt6  | Lizenz für quelloffene Entwicklung | Lizenz für proprietäre Entwicklung |

## Verwendungsbeispiele
Die KDE Plasma Workspaces können als größtes und prominentestes Softwareprojekt, das auf Qt basiert, gelten. Daneben findet die Bibliothek aber auch in anderen Anwendungsgebieten breite Verwendung.

### Multimedia
- das Bildbearbeitungsprogramm Adobe Photoshop Elements
- das Videoschnittprogramm Shotcut sowie
- der freie Media Player VLC (ab Version 0.9.2)
- die Linux-Version der Musikstreaming-Software Spotify[142]
- der Audioplayer Clementine

### Wissenschaft und Technik
- das Astronomieprogramm Stellarium
- die grafische Benutzeroberfläche der Virtualisierungssoftware VirtualBox von Oracle
- die Simulationssoftware der ESA[143]
- das Programmpaket Mathematica des Unternehmens Wolfram Research
- der LaTeX-Editor TeXstudio

### Kommunikation
- die freie VoIP-Software Mumble
- die Linux-Version der VoIP-Software Skype
- die proprietäre Sprachkonferenzsoftware TeamSpeak (ab Version 3.0)
- die Desktop-Versionen des Telegram Messenger

### Spiele
- das Adventure-Spiel Tales of Monkey Island
- der ingame Puzzle Editor in Portal 2

### Sonstige Anwendungen
- die Duden-Bibliothek der Verlage Duden, Brockhaus und Langenscheidt
- der virtuelle Globus Google Earth
- die freie Whiteboardsoftware OpenBoard